# Salbaum

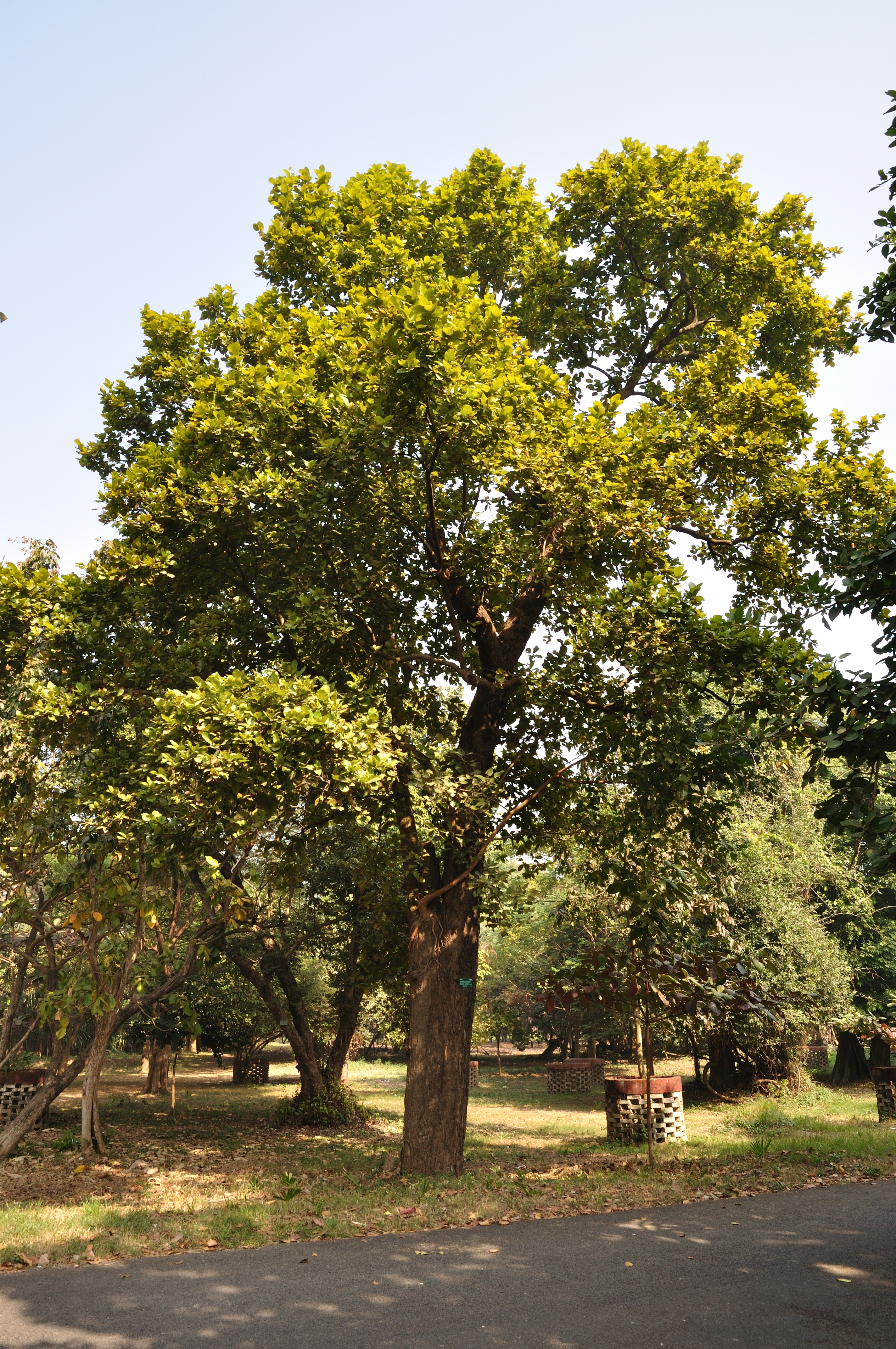
Salbaum im Royal Botanic Garden, Calcutta; Indian Botanic Garden - Howrah

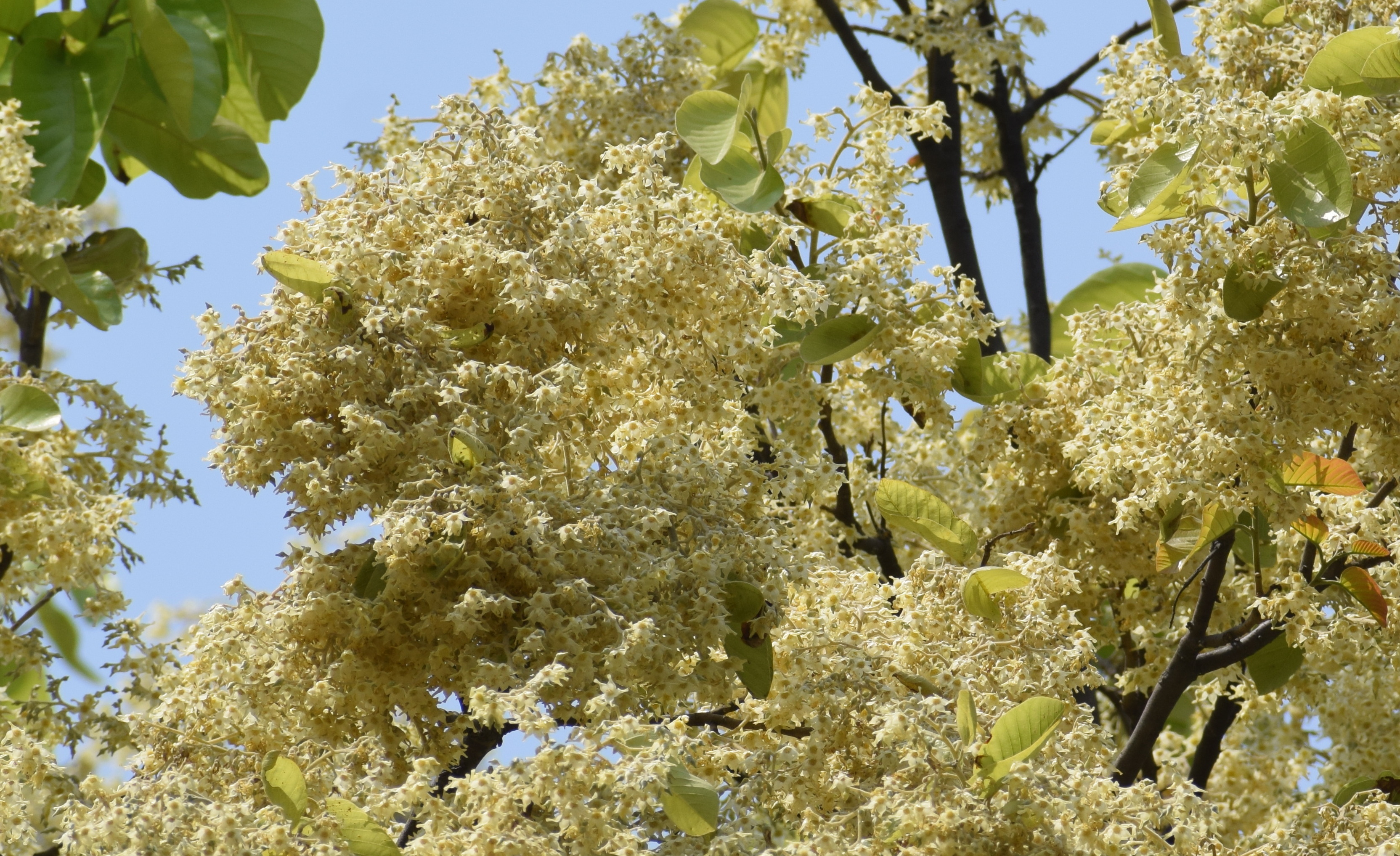
Blütenstände von Shorea robusta

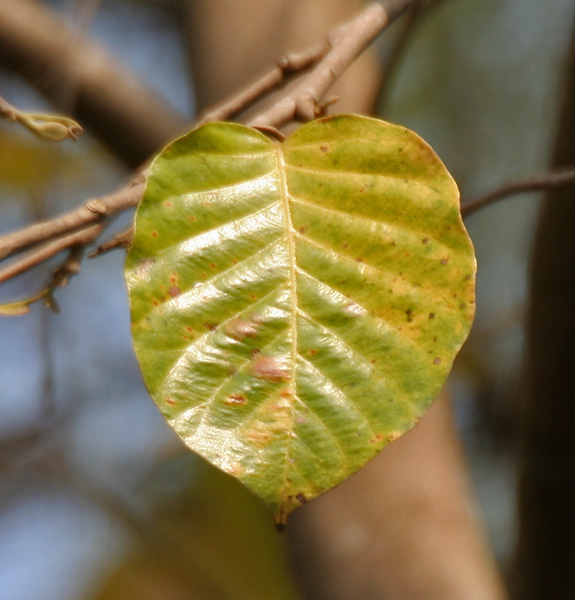
Älteres Blatt

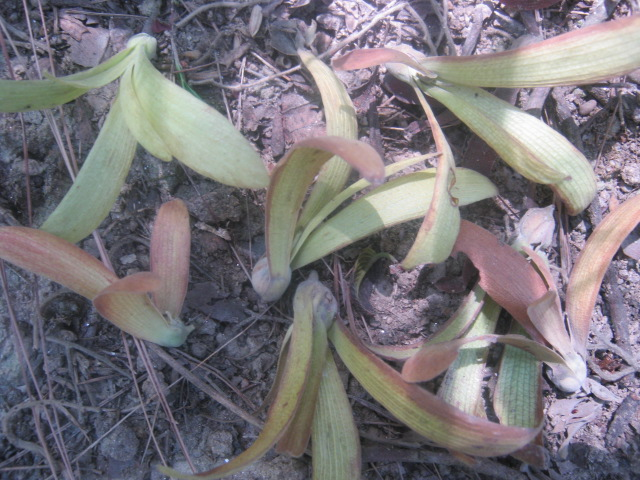
Flügelfrüchte von Shorea robusta

Der Salbaum (Shorea robusta) ist eine Pflanzenart in der Familie der Flügelfruchtgewächse (Dipterocarpaceae). Lokale Trivialnamen in Indien sind unter anderem Ral, Salwa, Sakhu, Sakher, Shal, Sal, Kandar und Sakwa. Der Gattungsname ehrt den britischen Gouverneur John Shore, 1. Baron Teignmouth (1751–1834).

## Beschreibung

### Vegetative Merkmale
Der Salbaum wächst als aufrechter Baum und erreicht Wuchshöhen bis 35 m. Er gilt als langsam bis mittelschnell wachsend (wird etwa 100 Jahre alt) und besitzt ein hartes Holz. Der Stamm erreicht einen Durchmesser von bis zu 2 m. Das frischgeschlagene Kernholz ist hell, dunkelt später jedoch nach. Es ist reich an Harz und langlebig. Das Splintholz ist weißlich und verrottet recht schnell. Die Rinde der jungen Bäume ist 2 bis 5 cm dick, weich und mit wenigen tiefen Furchen durchsetzt. Die Rinde älterer Bäume ist rötlich-braun oder grau. Junge Zweige sind kurz behaart.
In feuchten Gebieten ist der Salbaum immergrün, in trockeneren Gebieten verliert er zwischen Februar und April einen Großteil seines Laubs. Im April/Mai kommen dann neue eiförmig bis längliche, elliptische und leicht ledrige Blätter, die 5 bis 24 cm breit und 10 bis 40 cm lang werden und 2 bis 2,5 cm lange, behaarte Stiele besitzen. Die zweizeilig angeordneten Blätter sind ledrig und glänzen auf der Oberseite, wenn sie älter sind, die Blattunterseite ist hingegen blassgrün. Dort treten die hellere Mittelrippe und je circa 12 Seitennerven hervor. Die Spreitenspitze ist spitz zulaufend bis abgerundet, der Spreitengrund ist herzförmig bis abgerundet.
Die Nebenblätter sind länglich und fallen sehr früh ab.

### Generative Merkmale
Die Blütezeit ist von Februar bis Mai. Die Blüten stehen in bis zu 25 cm langen racemösen, kurzhaarigen Rispen. Die feinnervigen Kronblätter sind cremefarben bis gelblich und können manchmal einen pinkfarbenen Mittelstreifen besitzen. Sie sind circa 0,5 × 1 bis 1,5 cm lang und verdreht (contort). Die Kelchblätter sind jung eiförmig und kurz, dicht behaart. Bei der Fruchtreife wachsen die Kelchblätter zu feinnervigen, grünlich-rötlichen Flügeln aus, drei sind bis etwa 1,5 × 8 cm lang und länger, zwei sind bis etwa 0,5 × 4 cm lang und kürzer. Die Blüte besitzt viele Staubblätter die den Fruchtknoten in mehreren Kreisen kissenartig umringen, die Konnektive der kurzhaarigen Antheren bilden kleine Fortsätze aus. Der oberständige Fruchtknoten hat nur einen, konischen Griffel. 
Die Frucht (Flügelfrucht) ist eine bis 1,2 cm lange Nuss und hat einen bis 1,2 cm langen Griffelrest an der Spitze. Sie ist umgeben von den fünf ungleich langen Kelchblättern die der Windausbreitung (Anemochorie) dienen. Ende Mai bis Juli sind die 0,5 bis 1,2 cm großen Früchte reif. Die Samen keimen oftmals schon an der Mutterpflanze (Viviparie) und wachsen auf dem durch den Frühjahrs-Monsun gewässerten Boden sehr schnell an.
Die Chromosomenzahl beträgt 2n = 14.

## Verbreitung
Es ist eine bedeutende Baumart im Norden des indischen Subkontinents. Dort ist er waldbildend (Salwald) und somit eine Form der Monsunwälder. 
Der Salbaum wächst südlich vom Himalaya, von Myanmar im Osten über Arunachal Pradesh, Assam, Bangladesch, Sikkim bis Nepal. In Zentral-Indien findet man ihn in den nördlichen Bundesstaaten bis in die Shivalik Hills östlich des Flusses Yamuna im Staat Haryana. Die Verbreitung geht nach Süden weiter bis in das östliche Vindhyagebirge, das Satpuragebirge und in die Ostghats.

## Ökologie und Gefährdung
Salbäume wachsen vor allem auf sandigen Lehmböden (50 % Sand, 30 % Schluff, 20 % Ton). Sie bevorzugen eher trockenere Standorte, längere Überschwemmungen schaden ihnen. Dennoch unterscheidet man die feuchten Küsten-Salwälder von den trockeneren Sal-Binnenwäldern.
Der Salbaum benötigt viel Licht und verträgt keine Beschattung. Er bildet ein lockeres Kronendach, sodass der Unterwuchs gut belichtet wird.
In Salwäldern kommt es (wahrscheinlich durch den Menschen) des Öfteren zu Bränden, gegen die ausgewachsene Bäume widerstandsfähig sind. Jüngere Bäume können je nach Brandstärke Schäden davontragen, vor allem durch Wundinfektionen durch Pilze. Insofern ist fraglich, ob Feuer eher nutzt oder schadet, da Feuer in anderen Ökosystemen, wie den südafrikanischen Fynbos, bedeutend für die Nährstofffreisetzung ist. Das verstärkte Wachstum der Krautschicht nach Bränden scheint indes den Verbiss an Jungpflanzen durch höhere Pflanzenfresserdichten zu fördern.
Neben Bränden ist ein Käfer, der Sal-Kernholzbohrer (Hoplocerambyx spinicornis), eine bedeutende Gefährdung des Salbaums. Da die Art vegetationsbestimmend ist (allerdings nicht als Monokultur), ist das Gefährdungspotential durch Schädlinge sehr groß.
Da der Salbaum viele Anwendungsmöglichkeiten für den Menschen hat (siehe Abschnitt unten), besteht auch die Gefahr der Übernutzung, sodass ein Waldmanagement vonnöten ist. Zwischen 1990 und 2010 ist der Holzvorrat des Salbaumes in Indien auf das 1,7fache gestiegen.

## Nutzung
Das Holz des Salbaumes ist durch das Harz und die faserige Struktur schwierig zu bearbeiten und wird vor allem für den Hausbau, für Brücken, Paletten, Waggons, Telefon- und Strommasten und als Gleisunterlage verwendet. Von daher besitzt es einen bedeutenden wirtschaftlichen Wert. Das weißliche, opalisierende Harz wird zum Abdichten von Planken benutzt und  bei hinduistischen Zeremonien als Räucherwerk verbrannt.
Die Blätter dienen als Teller oder Körbe für Speisen. Die gefalteten Blätter mit etwas Kurkuma oder einigen Reiskörnern gelten auch als Einladung zu einer Hochzeit. Das aus der Destillation gewonnene Öl der Blätter wird für die Parfümherstellung benutzt oder um Kau- oder Rauchtabak zu parfümieren.
Auch die ölreichen Samen werden vielfältig verwertet. Das Öl, oder Salbutter, enthält vor allem Stearinsäure und Ölsäure und wird unter anderem für die Seifen- und Kosmetikproduktion verwendet und dient als Lampenöl. Es ist auch als Zusatz bei der Schokoladeherstellung als Kakaobutteräquivalent erlaubt. Salbutter wird gehärtet als pflanzliches Vanapastighee verkauft oder illegal zum Strecken von echtem Ghee (geklärte Butter) verwendet. Der wirtschaftliche Wert der Salbaum-Samen betrug in Indien 2010 114 Mio. Rupien (FAO, [1]). Ferner dient die Salbutter in der Lebensmittelindustrie (Nougatcreme) als Alternative zum Palmöl.
Der Ölkuchen der ausgepressten Samen ist reich an Tanninen (6–8 %) und wird Rindern mit bis zu 20%igem Anteil ins Viehfutter gemischt, bei Schweinen und Geflügel sind 10 % Zumischung problemlos möglich.
Im Himalayaraum dient das Harz des Salbaums den Heilern und Schamanen der dort ansässigen Völkerschaften seit langer Zeit als rituelles Räuchermittel. Deshalb wird das Harz auch als „tibetischer Weihrauch“ bezeichnet.

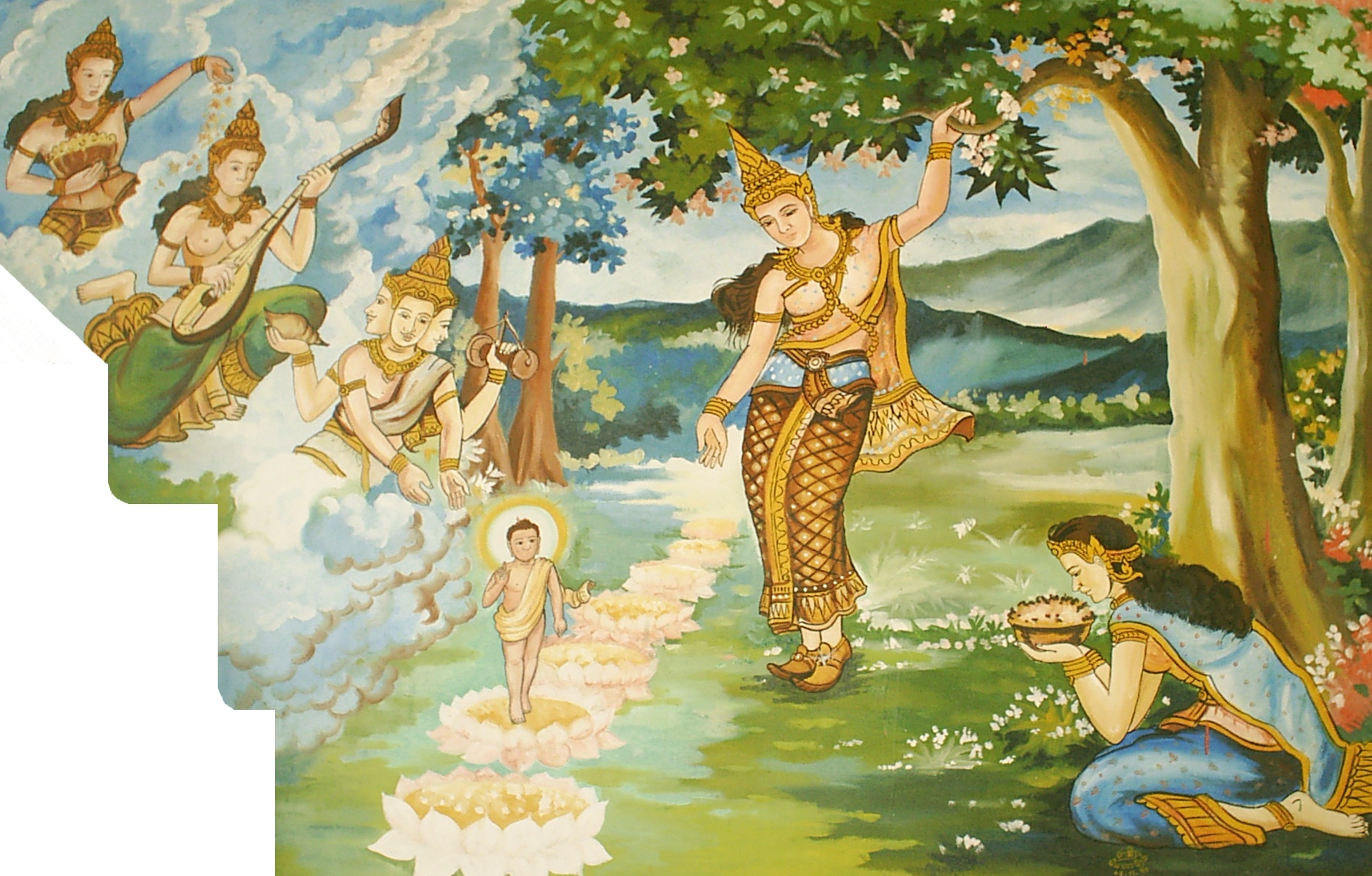
Königin Maya gebiert den späteren Buddha unter einem Salbaum

## Salbaum in der indischen Mythologie
Die weite Verbreitung des Salbaums und seine Bedeutung haben sich auch in der indischen Kultur niedergeschlagen. So gebar der Legende nach die Königin Maya ihren Sohn Siddhartha Gautama, der später durch seine Erleuchtung zum Buddha wurde, unter einem Salbaum. Eine andere Sage besagt, sie hätte unter einem Salbaum von einem Elefanten mit sechs Stoßzähnen geträumt, der in ihren Körper eindringt. Dieser, Airavata genannte, Elefant wird von vielen Hindus als Reinkarnation des Gottes Vishnu angesehen. Auch wird erzählt, Buddha sei unter einem Salbaum gestorben. Viele mittelalterliche Skulpturen stellen Baumnymphen (Salabhanjikas) dar, die sich an einem Zweig eines Salbaums festhalten bzw. diesen abbrechen.